# 扎文·海因斯
沙方·軒斯（英語：Zavon Hines，1988年12月27日—）出生於牙買加，是一名英格蘭職業足球員，司職前鋒，現時效力英乙球會杜根咸。

## 生平

### 球會
韋斯咸
沙方·軒斯出生於牙買加，7歲隨家庭移居英國，在倫敦東部成長，效力韋斯咸的青年隊及預備隊，直到一次為預備隊上陣而被高雲地利領隊基斯·高文（Chris Coleman）賞識。
沙方·軒斯曾到貝利試訓後，才於2008年3月27日被外借到高雲地利，獲發一隊的"9"號球衣，3月29日主場3-1擊敗普利茅夫一仗處子登場，並於4月1日為球隊第二場披甲上陣作客1-1賽和錫周三取得首個入球。
2008年8月27日沙方·軒斯在為韋斯咸一隊於英格蘭聯賽盃第二圈對馬爾斯菲首次上陣並射入一球，但由於膝傷而缺席大部分2008/09年球季，仍於2009年3月與球會續簽新約，留隊直到2010年夏季。沙方·軒斯在2009/10年球季季前熱身賽獲得上場機會，在新球季可以晉入一隊後補名單內，8月23日主場對熱刺於比賽末段後補登場，首次為一隊在英超上陣；於9月19日主場出戰利物浦，在英超第二次獲派正選上陣，開賽僅兩分鐘即射中門柱，更於28分鐘博得十二碼，由迪亞文迪（Alessandro Diamanti）射入為韋斯咸追平1-1，但最終仍以2-3落敗。
般尼
2011年夏季韋斯咸降班英冠，沙方·軒斯拒絕母會提供的新約，於8月18日轉投另一支英冠球隊般尼，簽約兩年，其補償金額有待法庭判決。沙方·軒斯雖然在聯賽上陣13場，但全部均為後補登場，於2012年3月22日被借用到英甲球會般尼茅夫直到球季結束。
2012年7月17日，般尼宣佈放棄沙方·軒斯，其可自由轉會。
布拉德福德城
2012年8月18日，英乙球會巴拉福特簽入沙方·軒斯，合約為期一年。
2013年7月1日，從附加賽獲升上英甲作賽的巴拉福特宣佈不會提供新合約給沙方·軒斯，其可自由轉會。
杜根咸
2013年8月22日，英乙球會杜根咸與沙方·軒斯簽約，合約為期一年。
2014年3月25日，杜根咸宣佈沙方·軒斯因膝關節前十字韌帶受傷已進行手術，需休養最少半年。
2014年8月8日，杜根咸與正受傷休養中的沙方·軒斯續約兩年。

### 國家隊
2009年2月10日沙方·軒斯獲牙買加國家隊徵召入伍預備翌日對尼日利亞的友誼賽，比賽雙方以0-0和局終場，但軒斯沒有獲派上陣。
雖然10月1日沙方·軒斯再獲牙買加挑選入伍，但英格蘭U21亦同時徵召軒斯入隊預備於10月9日對馬其頓U21的2011年歐洲U-21足球錦標賽外圍賽，這場主場比賽安排在考文垂的理光運動場（Ricoh Arena）舉行，軒斯對重返理光運動場及可以代表英格蘭U21上陣十分期待，而他亦於下半場獲派後補代替禾確特上陣，並射入兩球協助球隊大勝6-3，在本屆首場主場比賽取得勝利。

## 外部連結
- 足球数据库：沙方·軒斯的球员统计数据